# Ларус (издавач)
Ларус (франц. Larousse) је француска издавачка кућа, специјализована за референтне књиге, као и речнике. Основао је Пјер Ларус.

## Историја
Издавачка кућа Ларус, основана 1852. Његова историја повезана је са историјом њеног оснивача Пјера Ларуса (1817-1875), који је 1852. године са својим партнером Пјер-Огустин Боajeом (Pierre-Augustin Boyer) (1821-1896), такође учитељем, отворио књижару са њиховим именима у Латинској четврти: „Кућа Ларус & Боaje” (La maison Larousse & Boyer). Циљ ове две антиклерикалне републиканке је да напишу обновљене уџбенике за основно и средње образовање, попут оних које је Луј Ашет (Louis Hachette) понудио од 1833. године.
Двојица бургундских учитеља (Пјер Ларус који има више улогу ствараоца, а Пјер-Огустин Боаје улогу комерцијалне) изнајмљују малу собу на улици Пјер-Саразан 2 (2 rue Pierre-Sarrazin), а затим се насељавају 1856. године у улици Сент-Андре-де-Ар 49 (49 rue Saint-André-des-Arts). 
1856. године Пјер Ларус је уз помоћ Франсое Пијона (François Pillon) објавио Нови речник француског језика, родоначелника Петит Лароуссе, дело које је Црква осудила. Након тога, готово двадесет и пет година, развио је велику “Универсал Дицтионари оф тхе ксикс” (објављен у 1866-1877), у 17 томова (20 500 странице). У међувремену, 1869. године, Пјер се одваја од Бојера (две породице ће се поново окупити 1889. године), преузима капитал који је акумулирао захваљујући добити куће, насељава се 1878. године као аутор-уредник у 19. години. Монтпарнассеи као штампарија захваљујући штампарији коју изнајмљује на улици Нотре-Даме-дес-Цхампс. Умро је у 57. години, исцрпљен трудом. Његова супруга Сузана створила је компанију „Вве П. Лароуссе ет Ц“ са својим нећаком, Јулесом Холлиер-Лароуссеом (1842—1909).
Пјер Лароус, није имао деце, његови наследници Либраирие Лароусce су Емиле и Георгес Мореау, Паул Гилон и Кауде Ауге; овај последњи је ушао у кућу као књиговођа.